# Église Sainte-Claire de Rome
Pour les articles homonymes, voir Église Sainte-Claire, Église Santa Chiara et Santa Chiara.
L'église Sainte-Claire (chiesa di Santa Chiara) est un lieu de culte catholique à Rome, dans le quartier de Pigna, située sur la place du même nom. Elle est le siège du séminaire français de Rome.

## Histoire
L'édifice a été construit  en 1563 d'après le projet de Francesco da Volterra sur ordre de Pie IV et en l'honneur de Pie Ier. Un monastère, asile de femmes converties, lui est ajouté. Celles-ci y restent jusqu'en 1628, lorsqu'elles sont transférées dans un autre monastère près de la Via della Lungara et remplacées par des religieuses clarisses, qui dédient l'église à Claire d'Assise. En 1814, les religieuses sont déplacées et l'église est confiée à la confrérie de Saint-Grégoire-Thaumaturge. Après l'effondrement du toit au milieu du XIXe siècle, l'église est abandonnée. Par la suite, l'église et le monastère sont devenus le siège du séminaire français de Rome, qui a reconstruit l'église entre 1883 et 1890 : à cette occasion, la façade a été reconstruite par Luca Carimini.